# Les Avenières Veyrins-Thuellin
Les Avenières Veyrins-Thuellin község Franciaország Auvergne-Rhône-Alpes régiójában, Isère megyében. Új községként 2016. január 1-jén jött létre Les Avenières és Veyrins-Thuellin község egyesítésével. Lakosainak száma 7699 fő (2022. január 1.).

## Népesség
| Lakosok száma | 7739 | 7772 | 7804 | 7777 | 7740 | 7699 |
|               | 2017 | 2018 | 2019 | 2020 | 2021 | 2022 |